# Pinnatella scaberula
Pinnatella scaberula là một loài rêu trong họ Neckeraceae. Loài này được (Renauld & Cardot) M. Fleisch. mô tả khoa học đầu tiên năm 1906.